# Norbert Lammert
Norbert Lammert, né le 16 novembre 1948 à Bochum, est un homme d'État allemand, membre de l'Union chrétienne-démocrate d'Allemagne (CDU) et président du Bundestag entre 2005 et 2017.

## Biographie

### Sociologue de formation
En 1967, il obtient son Abitur et effectue pendant deux ans son service militaire dans l'artillerie. Il entreprend des études supérieures de science politique, de sociologie, d'histoire contemporaine et d'économie à l'université de la Ruhr à Bochum. En 1971, il étudie à l'université d'Oxford, puis, la même année, épouse Gertrud, avec qui il aura quatre enfants.
Diplômé en 1972, il obtient son doctorat trois ans plus tard. Il est aujourd'hui professeur honoraire de son ancienne université et docteur honoris causa de l'université de Bucarest et de l'université de Corée de Séoul.

## Carrière politique

### Cadre de la CDU
Il rejoint la Junge Union (JU) en 1964, puis l'Union chrétienne-démocrate d'Allemagne (CDU), dont la JU est l'organisation de jeunesse, deux ans plus tard.
En 1977, il est élu vice-président de la CDU à Bochum, puis vice-président de la JU dans l'association urbaine de Westphalie-Lippe l'année suivante. Il abandonne ces deux fonctions entre 1985 et 1984. Il devient président de la CDU dans la Ruhr et membre du comité directeur du parti en Rhénanie-du-Nord-Westphalie en 1986 et ce jusqu'en 2008.
Il a également occupé le poste de vice-président de la CDU de Rhénanie-du-Nord-Westphalie entre 1991 et 1997. En sa qualité de président du Bundestag, il est membre de droit de la présidence fédérale du parti à partir de 2005.
Élu au conseil municipal de Bochum en 1975, Norbert Lammert entre au Bundestag lors des élections fédérales du 5 octobre 1980.
Trois ans plus tard, il devient vice-président de la commission du Règlement, de la Vérification des élections et des Immunités. Il occupe ce poste jusqu'à sa nomination comme secrétaire d'État parlementaire au ministère fédéral de l'Éducation et de la Science en 1989. En 1994, il est désigné pour occuper cette fonction au sein du ministère fédéral de l'Économie. À ce poste, il est également coordinateur du gouvernement fédéral pour l'aviation et l'aérospatiale.
Il passe au ministère fédéral des Transports en 1997, puis retourne au Bundestag l'année suivante, à la suite de la défaite de la coalition noire-jaune lors des élections fédérales. Il devient alors porte-parole du groupe CDU/CSU pour la culture et les médias.

### Président du Bundestag

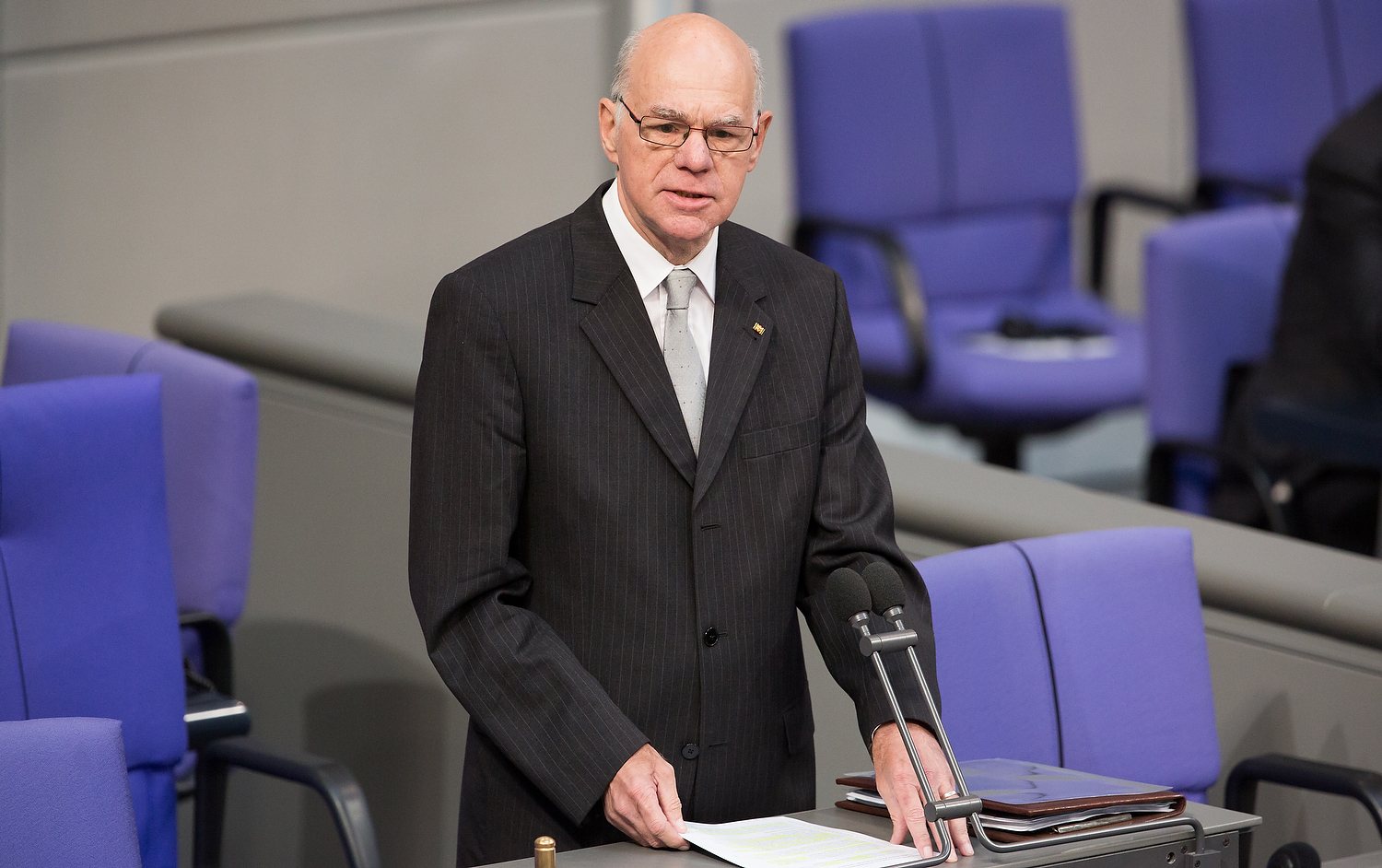
Norbert Lammert au Bundestag, en 2014.

Président de la section des députés CDU élus en Rhénanie-du-Nord-Westphalie de 1996 à 2005, et vice-président du Bundestag de 2002 à 2005, Norbert Lammert en est élu président le 18 octobre 2005 par 564 voix sur 606. Il est le douzième député fédéral à occuper ce poste depuis 1949. Le 27 octobre 2009, il est réélu avec 522 voix sur 617.
Il est reconduit pour un troisième mandat le 22 octobre 2013, avec 591 voix en sa faveur et 26 contre. À cette occasion, il est entouré de six vice-présidents, contre cinq précédemment, parmi lesquels quatre femmes.
En tant que président du Bundestag, il assume la seconde place dans l'ordre de préséance, derrière le président fédéral mais devant la chancelière fédérale , Angela Merkel. En outre, dans le cadre de ses fonctions, Norbert Lammert préside les 13e, 14e, 15e et 16e Assemblées fédérales qui devaient élire le président fédéral.
En octobre 2015, Norbert Lammert menace de dire non au traité transatlantique à la suite du refus de l'ambassade américaine de Berlin de laisser une délégation de parlementaires allemands consulter les documents des négociations. Il déclare qu'« il est hors de question que le Bundestag ratifie un contrat commercial entre l’Union européenne et les États-Unis, pour lequel il n’aura pu accompagner ou influencer les options »,

### Président de la Fondation Konrad-Adenauer
Vice-président de la Fondation Konrad-Adenauer depuis 2001, il est élu président de cette dernière le 1er décembre 2017 et prend ses fonctions le 1er janvier 2018, succédant ainsi à Hans-Gert Pöttering avec qui une passation de pouvoir pour la forme est organisée le 16 janvier 2018,
Pour commémorer les 30 ans du partenariat de la Fondation avec l'Angola et la Namibie, il se rend à Windhoek le 31 octobre 2018. Compte tenu du fait qu'il a été l'un des premiers responsables politiques allemands de premier plan à reconnaître la qualification de génocide aux atrocités de 1904-1908, il est initialement très bien reçu mais les choses se tendent lorsque, le lendemain de son arrivée, il critique devant le président Hage Geingob la présence des Chinois dans le pays (en), la jugeant trop importante. Il est alors recadré par le président qui lui fait remarquer la teneur paternaliste et européocentriste de ses propos.